# 鈴木慎治
鈴木 慎治（すずき しんじ）はTBSテレビ経理局経理部次長。『うたばん』での愛称は“化学くん”。

## 人物
一橋大学卒。以前は番組宣伝部→編成制作局バラエティセンタープロデューサー→編成局マーケティング&プロモーションセンター宣伝部に所属していた。
『うたばん』では毎回白衣を着て登場していた。
結婚歴はなく、現在に至るまで独身である。

## 担当番組

### 現在
- 日本レコード大賞

### 過去
番組宣伝部
- ぽっかぽか
- コワイ童話 不思議の国のアリス
- 悪いオンナ 地獄へのカクテル
- 白い影
- オヤジぃ。
- 池袋ウエストゲートパーク
- GOOD LUCK!!
- ヤマトタケル
- B'T X
- TBS若手ディレクターと石橋の土曜の3回
- Sound Room
- 女子アナの罰
- UTAGE!
- Sing! Sing! Sing!
- Momm!!
- 中居正広の金曜日のスマイルたちへ
- ゴロウ・デラックス
- COUNT DOWN TV
- 音楽の日
- 日本有線大賞

プロデューサー
- 月曜組曲
- Goro's Bar
- うたばん
- 月光音楽団
- Goroプレゼンツ マイ・フェア・レディ